# Ciumești (gmina)
Ciumești – gmina w Rumunii, w okręgu Satu Mare. Obejmuje miejscowości Berea, Ciumești i Viișoara. W 2011 roku liczyła 1407 mieszkańców.